# La U Universitarios
La U Universitarios, fue un club de fútbol con sede en Cartago, Costa Rica.

## Historia

### Antecedentes
El equipo que le antecedió fue el representativo de la Universidad de Costa Rica, el cual tuvo su fundación en 1941. Su mayor logro fue la obtención del título de la máxima división costarricense en 1943, así como sus ascensos en 1973, y en las temporadas 2006-07 y 2012-13.
Aún compitiendo en Primera División, la institución universitaria del mismo nombre decidió retirar el apoyo económico al equipo, a partir del 6 de diciembre de 2016. Debido al desorden financiero que afectó al salario de los futbolistas, el 5 de mayo de 2017 se oficializó la llegada de la empresa colombiana Con Talla Mundial (CTM), para asumir los problemas que acarreó el grupo, y con los objetivos de fortalecer el área deportiva.
El club fue renombrado a UCR Soccer Club, pero poco después debió cambiarse a UCR Fútbol Club a causa de la no aceptación por parte del público. El 2 de junio de ese año, la universidad tomó la determinación de privatizar la franquicia, prohibiéndoles el uso de sus escudos, línea gráfica y colores.
Como consecuencia del comunicado emitido por la institución educativa, la empresa colombiana se vio obligada a utilizar un nombre distinto para el nuevo equipo. Tras varias semanas de espera, el 19 de junio de 2017 se oficializó la nueva denominación como Universitarios Fútbol Club, con una historia por separado al de su antecesor. Sin embargo, el 7 de julio, el Tribunal Contencioso Administrativo de Goicoechea frenó temporalmente la ruptura de la institución con el club, revirtiendo la decisión y de esta manera volviendo a utilizar su nombre original de «UCR Fútbol Club». La idea del nuevo equipo quedó descartada.
Durante su periodo llamándose UCR, en octubre de 2018, la empresa Con Talla Mundial contrató al gerente Olman Vega, quien había estado al cargo de Belén. El 2 de enero de 2019, se rumorearon cambios administrativos para la siguiente temporada, donde querían traer de vuelta a Belén para que asumiera la franquicia, así como su nueva sede. Luego de haber salvado la categoría en las fechas finales del Torneo de Clausura 2019, el 30 de abril faltaron pocos trámites para su transición en registro legal. El 21 de mayo, la administración de Con Talla Mundial dejó al equipo y posteriormente pasó a inversionistas costarricenses, encabezados por Juan Carlos Garita. El 4 de junio se definió su nuevo nombre como Belén-UCR, combinando en su uniforme los colores de la bandera belemita y el tradicional celeste de los universitarios. El estadio a utilizar sería el Rosabal Cordero, pero se descartó por futuras remodelaciones al recinto. Ante esto, se consideró otras opciones como el "Cuty" Monge de Desamparados, Rafael Bolaños en Alajuela y el Polideportivo de Belén.

### Única temporada
Aunque en algún momento se tenía previsto que el equipo iba a competir como Belén-UCR, las conversaciones no llegaron a un consenso definitivo para su traslado al cantón florense. Por tal motivo, el 28 de junio de 2019, se presentó al club con el nuevo nombre de La U Universitarios, asimismo dando a conocer su sede en Desamparados. En septiembre de ese año, el presidente Juan Carlos Garita confirmó que casa definitiva del equipo sería el Estadio Carlos Alvarado de Santa Bárbara. El 31 de mayo de 2020, el cuadro académico desciende de forma oficial a la Segunda División luego de tener una diferencia inalcanzable en puntos con el penúltimo de la tabla que fue Limón. El 5 de julio se confirmó que La U dejaría de existir y la franquicia fue vendida a unos inversionistas, de esta manera trasladando su sede y llamándose Marineros de Puntarenas que contaría con su propia historia.